# ميلدج لوك بونهام
ميلدج لوك بونهام (بالإنجليزية: Milledge Luke Bonham )‏ (و. 1813 – 1890 م) هو سياسي، ومحامي أمريكي، كان عضوًا في الحزب الديمقراطي، ويحمل رتبة عسكرية فريق أول، توفي في وايت سولفور سبرينغز، عن عمر يناهز 77 عاماً.

## مناصب
تولى منصب حاكم كارولينا الجنوبية ‏ (17 ديسمبر 1862–18 ديسمبر 1864)
- عضو مجلس نواب كارولاينا الجنوبية
- عضو مجلس النواب الأمريكي.

## التعليم
تعلم في جامعة كارولاينا الجنوبية.

## الخدمة العسكرية
خدم في جيش الولايات الكونفدرالية.